# Sfora: Bez litości
Sfora: Bez litości – polski film sensacyjny z 2002 roku w reżyserii Wojciecha Wójcika, będący kinową wersją serialu Sfora. Zdjęcia do filmu i serialu powstały w Warszawie oraz na przejściach granicznych w Cieszynie i Słubicach.

## Treść
Akcja toczy się we współczesnej Warszawie. Rządzący niepodzielnie miastem szef miejscowej mafii Ryszard Starewicz ps. „Stary” zleca zabójstwo Komendanta Głównego Policji – nadinspektora Jana Sulimy, nazbyt gorliwie zwalczającego przestępczość zorganizowaną. Trzej przyjaciele zamordowanego, pracujący w policji i prokuraturze, postanawiają dopaść nietykalnego dotąd kryminalistę i pomścić śmierć jednego ze Sfory.

## Obsada aktorska
- Olaf Lubaszenko – komisarz Stanisław Olbrycht
- Radosław Pazura – prokurator Grzegorz Nowicki
- Paweł Wilczak – nadkomisarz Walerian Duch
- Krzysztof Kolberger – Ryszard Starewicz ps. „Stary”, szef mafii
- Karolina Gruszka – Joanna „Nika” Różycka
- Łukasz Garlicki – haker Paweł Lipski-„Młody”, syn Ryszarda Starewicza
- Janusz Bukowski – pan Józef, służący Ryszarda Starewicza
- Marek Kalita – nadinspektor Jan Sulima, Komendant Główny Policji
- Dariusz Kordek – VIP, wspólnik Ryszarda Starewicza
- Andrzej Krukowski – Franco Botti, delegat nowojorskiej mafii na Europę Wschodnią
- Sławomir Orzechowski – Krzysztof Bublewicz ps. „Buba”, zaufany człowiek Ryszarda Starewicza
- Joachim Lamża – kryminalista „Twardy”, rywal Ryszarda Starewicza
- Robert Więckiewicz – morderca Dziubiński ps. „Dziobaty”, człowiek Ryszarda Starewicza
- Antoni Ostrouch – Piotr Grauber ps. „Gruby”, człowiek Ryszarda Starewicza
- Mirosław Zbrojewicz – inspektor Walas
- Janusz Rafał Nowicki – skorumpowany sędzia Chwalba
- Marcin Dorociński – oficer Urzędu Ochrony Państwa
- Andrzej Żółkiewski – prezes Globo Banku
- Tadeusz Borowski – członek Rady Polityki Pieniężnej
- Krzysztof Dracz – prokurator okręgowy, zwierzchnik Grzegorza Nowickiego
- Jerzy Braszka – prezes wręczający łapówkę Grzegorzowi Nowickiemu
- Jacek Kałucki – właściciel sklepu ze sprzętem elektronicznym
- Barbara Kałużna – Barbara Olbrycht, żona Stanisława Olbrychta
- Maciej Makowski – wspólnik Pawła „Młodego” Lipskiego
- Andrzej Pieczyński – płatny zabójca (kiler) pracujący dla Ryszarda Starewicza
- Borys Szyc – „Glut”, złodziej samochodów
- Tomasz Mycan – „Szprycha”, człowiek Ryszarda Saterwicza
- Tomasz Tyndyk – „Chamulec”, człowiek Ryszarda Starewicza
- Małgorzata Socha – kobieta „Chamulca”
- Artur Sokołowski – „Laluś”, człowiek Ryszarda Starewicza
- Łukasz Simlat – „Bakłan”